# 中山輝夫
中山 輝夫（なかやま てるお、1941年5月31日 - ）は、日本の男性声優。土の会、東京俳優生活協同組合に所属していた。

## 出演作品

### テレビアニメ
- 鉄腕アトム（1963年）
- かみなり坊やピッカリ・ビー（1967年）
- ファイトだ!!ピュー太（1968年）
- ばくはつ五郎（1970年、大石五郎）

### テレビドラマ
- NHK劇場 写楽はどこへ行った

### 吹き替え
- 逃亡者 #94
- 拳銃無宿 #9

### 人形劇
- サンダーバード（メディング中尉）